# Põlva (município rural)
Põlva (em estoniano:  Põlva vald) é um município rural estoniano localizado na região de Põlvamaa.